# Carlos Marighella
Carlos Marighella (Salvador, 5 december 1911 – São Paulo, 4 november 1969) was een Braziliaanse activist van marxistische huize. Hij is internationaal vooral bekend als de auteur van het Handboek voor stadsguerrilla (oorspronkelijk verschenen in het Portugees onder de naam Minimanual do Guerrilheiro Urbano).

## Levensloop
Marighella groeide op in een arbeidersgezin. Zijn vader was een Italiaanse immigrant. Zijn moeder was een nakomeling van Afrikaanse slaven. Marighella volgde een studie Civiele techniek, maar stopte daarmee en werd actief voor de Partido Comunista Brasileiro (PCB), de Braziliaanse Communistische Partij. Hij verhuisde  naar Rio de Janeiro.
In Rio de Janeiro kwam Marighella regelmatig in aanraking met de politie. Hij werd in 1932 voor de eerste keer opgepakt omdat hij in een gedicht kritiek leverde op een lokaal politicus. In mei 1936 werd hij wederom gearresteerd tijdens het bewind van Getúlio Vargas. Ditmaal zat Marighella een jaar gevangen. Tijdens de ondervragingen werd hij gefolterd. In 1939 werd hij wederom gearresteerd. Ditmaal zat hij zes jaar lang vast. Hij kreeg in 1945 amnestie als onderdeel van een democratiseringsproces. 
Tijdens de deelstaatverkiezingen in 1947 behaalde de PCB tot schrik van velen meer dan negen procent van de stemmen. Marighella won een zetel in het parlement van de deelstaat Bahia. Diezelfde periode luidde het begin van de Koude Oorlog in. Mede onder druk van de Verenigde Staten verbood de Braziliaanse regering de Communistische Partij Brazilië. Marighella verloor daardoor zijn zetel. Hij vervulde in de jaren daarna verschillende functies binnen de partij die ondergronds ging.
Als internationalist reisde Marighella veel. In het begin van de jaren vijftig reisde hij door China, waar hij een ontmoeting had met Mao Zedong. In 1956, drie jaar na de dood van Jozef Stalin, bracht hij een bezoek aan de Sovjet-Unie. Op het moment dat de Cubaanse revolutie gaande was dook hij op in Havana. In 1967 nam Marighella deel aan de Eerste Conferentie van Latijns-Amerikaanse Solidariteit. De deelnemers aan deze conferentie overlegden hoe de socialistische revolutie gewapenderhand over het continent kon worden verspreid. Zijn deelname aan de conferentie ging in tegen de interne partijafspraken, waardoor Marighella uit de Communistische Partij werd gezet. Hij publiceerde kort daarna een boek met de titel Bepaalde vragen over de guerrilla in Brazilië, dat hij opdroeg aan Che Guevara. 
Aan het einde van 1967 besloot Marighella zelf de wapens op te nemen. Hij begon de Ação Libertadora Nacional (ALN, in het Nederlands: Nationale Bevrijdingsactie). Deze groep verzette zich tegen het militaire bewind dat sinds 1964 in Brazilië aan de macht was. De ALN pleegde overvallen op politiebureaus en aanslagen op grote, met name Amerikaanse bedrijven. Daarnaast ontvoerden zij zakenmensen en diplomaten. De Braziliaanse overheid was bereid te onderhandelen met de ALN. De grootste klapper maakte  de ALN toen de Amerikaanse ambassadeur in Brazilië Charles Burke Elbrick werd ontvoerd. Elbrick kwam na vijftien dagen vrij in ruil voor de vrijlating van vijftien politieke gevangenen die allen een vrijgeleide kregen naar Cuba. Onder hen was José Dirceu, die later onder president Lula een belangrijke positie zou innemen. De ALN bleef relatief klein: op het hoogtepunt waren een paar honderd man actief. Haar activiteiten vonden vooral plaats in en rondom Rio de Janeiro en São Paulo.
In 1969 had de Belgische journalist en schrijver Conrad Detrez een uitgebreid interview met Marighella. Over deze geheime ontmoeting in São Paulo schreef Detrez in zijn boek Les noms de la tribu (1981).
Marighella schreef kort voor zijn dood het Handboek voor stadsguerrilla. Dit boek groeide internationaal uit tot de standaardliteratuur binnen veel linkse groepen van gewapende strijd, zoals de Italiaanse Rode Brigades, de Amerikaanse Weathermen, de Duitse Rote Armee Fraktion en de Argentijnse Montoneros. Het handboek beschreef hoe door middel van geweld een regering omver kon worden geworpen. In tegenstelling tot Che Guevara zag Marighella ontvoeringen, aanslagen en executies wel als legitieme vormen van geweld. Een ander verschil was dat Che Guevara vond dat de revolutie altijd moest beginnen op het platteland, terwijl Marighella van mening was dat revolutionairen zich moesten richten op de dichtbevolkte gebieden.
Op 4 november 1969 werd Marighella gedood in een politiehinderlaag te São Paulo. Hierbij had de politie twee gearresteerde linkse, dominicaanse priesters als lokaas gebruikt.
- Bibsys: 90881342
- Bibliothèque nationale de France: cb161497274 (data)
- Catàleg d'autoritats de noms i títols de Catalunya: 981058609857906706
- CiNii: DA05680478
- Gemeinsame Normdatei: 129427462
- International Standard Name Identifier: 0000 0001 1075 9705
- Library of Congress Control Number: n50067223
- MusicBrainz: 7ea8cfcd-ada2-4485-a994-c6403159fc33
- Bibliotheek van het Japanse parlement: 00448840
- Nationale Bibliotheek van Tsjechië: kup19980000061520
- Nationale Bibliotheek van Israël: 987007265061305171
- Nederlandse Thesaurus van Auteursnamen: 070383901
- Réseau des bibliothèques de Suisse occidentale: 02-A005229722
- Istituto Centrale per il Catalogo Unico: IEIV006121
- Système universitaire de documentation: 080529771
- Virtual International Authority File: 89819767
- WorldCat: E39PBJfh9JBC6QqqB7jycx94bd